# 波蒂托·斯塔拉切
波蒂托·斯塔拉切（Potito Starace，1981年7月14日—），是一位義大利職業網球運動員。於2001年轉為職業選手。迄今為止，他的單打世界排名最高是第27位；雙打世界排名最高是第40位；目前他仍然未有冠軍頭銜。

## 外部連結
- 波蒂托·斯塔拉切（英文/西班牙文）的官方資料
- 波蒂托·斯塔拉切的國際網球總會 職業／青少年 官方資料（英文）
- 波蒂托·斯塔拉切的官方資料（英文）